# The Road to Ruin (film 1934)
The Road to Ruin è un film del 1934 diretto da Dorothy Davenport (con il nome Mrs. Wallace Reid) e da Melville Shyer. È il remake sonoro di The Road to Ruin di Norton S. Parker.

## Trama
Innocente e senza esperienza, Ann Dixon è un'adolescente, negli anni della scuola superiore, che si lascia traviare dalle cattive compagnie. I primi ad indirizzarla verso "la strada della rovina" sono i suoi compagni di scuola Ed, fidanzato di Eve Monroe – una ragazza già notevolmente scafata per la sua età -, che la iniziano ai vizi del fumo e dell'alcool, e Tommy, con il quale ella perde verosimilmente la propria verginità. I genitori di Ann sono all'ignaro dei nuovi avvenimenti nella vita della figlia, ed in particolare la madre Martha si felicita perché alla fine Ann è uscita dal suo stato di isolamento ed è riuscita a legarsi in amicizia con i suoi coetanei.
Poi, insoddisfatta del comportamento immaturo di Tommy, Ann si lega al meno giovane Ralph Bennett, un noto (ma non a lei) dongiovanni, che la irretisce e la coinvolge in ulteriori rapporti sessuali. Il climax viene raggiunto quando, una notte, una retata della polizia la preleva insieme alle altre persone prendenti parte ad un festino in cui non tutti sono vestiti, e la conduce (insieme ad Eve – le uniche due minorenni) alla sede del servizio sociale per i minori nelle loro condizioni. Con l'ignominioso cartellino che le identifica come sex delinquent (definizione piuttosto esagerata nel caso delle due giovani), le due ragazze vengono sottoposte al test per l'accertamento di eventuali malattie veneree. Ann fortunatamente risulta essere sana, mentre Eve è contagiata ma guarisce in breve tempo.
La mamma di Ann è convocata nell'occasione, e le viene delicatamente fatto notare che, data la giovane età della figlia, ed i tempi che correvano (corrono?) non bastava accordarle piena fiducia, come Martha aveva sempre fatto, ma era necessaria una ulteriore dose di accorta vigilanza per prevenire il traviamento della figlia. Martha si mostra pienamente consapevole delle proprie mancanze, e si impegna a seguire maggiormente Ann, che peraltro è giudicata perfettamente recuperabile.
Senonché Ann è incinta, come appare in seguito. Ralph Bennett la convince a sottoporsi ad un intervento di aborto presso un dottore (o sedicente tale) di sua fiducia. L'intervento è decisamente raffazzonato e mal eseguito, come si deduce quando, pochi giorni dopo, Ann giace nel suo letto di morte, vegliata dai genitori e dallo sconsolato Tommy.

## Produzione
Il film fu prodotto dalla Willis Kent Productions, una piccola compagnia che, con il nome True-Life Photoplays, iniziò la sua attività nel 1928. L'ultimo dei suoi 42 film prodotti uscì nel 1958.
Il film venne girato a Los Angeles.

## Distribuzione
Distribuito dalla True-Life Photoplays e First Division Pictures, il film uscì nelle sale cinematografiche USA il 15 maggio 1934 dopo una prima tenuta il 21 marzo. Nel 2001, venne distribuito in VHS dalla Something Weird Video (SWV) e, nel 2006, in DVD dall'Alpha Video Distributors.